# Kvalspelet till världsmästerskapet i fotboll 1966
74 lag deltog i kvalspelet till Världsmästerskapet i fotboll 1966, och spelade om 14 platser till mästerskapet. England, som värdnation, och Brasilien, som försvarande mästare, var automatiskt kvalificerade för världsmästerskapet, vilket innebar att totalt 16 lag skulle deltaga vid slutturneringen.
De 16 platserna delades ut som följande:
- Europa (Uefa): 10 direktplatser, varav 1 gick till värdnationen England, vilket lämnade kvar 9 platser, som 32 länder spelade om (inkluderande Israel och Syrien).
- Sydamerika (Conmebol): 4 direktplatser, varav 1 plats gick till de 2-faldigt regerande mästarna Brasilien, vilket lämnade 3 platser kvar att tävla om. Nio lag tävlade om de resterande platserna.
- Nordamerika, Centralamerika och Karibien (Concacaf): 1 plats, som 10 länder spelade om.
- Afrika (Caf), Asien (AFC) och Oceanien (OFC): 1 plats, som 19 länder skulle spela om.

## Europa
De 32 lagen delades upp i nio grupper om tre eller fyra lag i varje grupp. I varje grupp spelades hemma- och bortamöten mellan deltagarna och det bästa laget kvalificerade sig. Om ett lag hamnade på samma poäng, spelades det omspel mellan lagen om det avgjorde vilket lag som skulle kvalificera sig för VM.
- Grupp 1, 2, 6 och 9 hade 3 lag i varje grupp (trots att Syrien drog sig ur grupp 9, vilket innebar att enbart två lag deltog i den gruppen).
- Grupp 3, 4, 5, 7 och 8 hade 4 lag i varje grupp.

### UEFA Grupp 1
| Nr | Lag       | S | V | O | F | GM | IM | MS  | P |
| -- | --------- | - | - | - | - | -- | -- | --- | - |
| 1  | Belgien   | 4 | 3 | 0 | 1 | 11 | 3  | +8  | 6 |
| 2  | Bulgarien | 4 | 3 | 0 | 1 | 9  | 6  | +3  | 6 |
| 3  | Israel    | 4 | 0 | 0 | 4 | 1  | 12 | −11 | 0 |

| Hemma \ Borta | Belgien | Bulgarien | Israel |
| Belgien       | —       | 5–0       | 1–0    |
| Bulgarien     | 3–0     | —         | 4–0    |
| Israel        | 0–5     | 1–2       | —      |

Omspel:

 Bulgarien -  Belgien 2–1

Bulgarien vidare från grupp 1 efter omspel.

### UEFA Grupp 2
| Nr | Lag          | S | V | O | F | GM | IM | MS  | P |
| -- | ------------ | - | - | - | - | -- | -- | --- | - |
| 1  | Västtyskland | 4 | 3 | 1 | 0 | 14 | 2  | +12 | 7 |
| 2  | Sverige      | 4 | 2 | 1 | 1 | 10 | 3  | +7  | 5 |
| 3  | Cypern       | 4 | 0 | 0 | 4 | 0  | 19 | −19 | 0 |

| Hemma \ Borta | Cypern | Sverige | Västtyskland |
| Cypern        | —      | 0–5     | 0–6          |
| Sverige       | 3–0    | —       | 1–2          |
| Västtyskland  | 5–0    | 1–1     | —            |

Västtyskland vidare från grupp 2.

### UEFA Grupp 3
| Nr | Lag         | S | V | O | F | GM | IM | MS  | P  |
| -- | ----------- | - | - | - | - | -- | -- | --- | -- |
| 1  | Frankrike   | 6 | 5 | 0 | 1 | 9  | 2  | +7  | 10 |
| 2  | Norge       | 6 | 3 | 1 | 2 | 10 | 5  | +5  | 7  |
| 3  | Jugoslavien | 6 | 3 | 1 | 2 | 10 | 8  | +2  | 7  |
| 4  | Luxemburg   | 6 | 0 | 0 | 6 | 6  | 20 | −14 | 0  |

| Hemma \ Borta | Frankrike | Socialistiska federativa republiken Jugoslavien | Luxemburg | Norge |
| Frankrike     | —         | 1–0                                             | 4–1       | 1– 0  |
| Jugoslavien   | 1–0       | —                                               | 3–1       | 1– 1  |
| Luxemburg     | 0–2       | 2–5                                             | —         | 0– 2  |
| Norge         | 0–1       | 3–0                                             | 4– 2      | —     |

Frankrike vidare från grupp 3.

### UEFA grupp 4
| Nr | Lag             | S | V | O | F | GM | IM | MS  | P |
| -- | --------------- | - | - | - | - | -- | -- | --- | - |
| 1  | Portugal        | 6 | 4 | 1 | 1 | 9  | 4  | +5  | 9 |
| 2  | Tjeckoslovakien | 6 | 3 | 1 | 2 | 12 | 4  | +8  | 7 |
| 3  | Rumänien        | 6 | 3 | 0 | 3 | 9  | 7  | +2  | 6 |
| 4  | Turkiet         | 6 | 1 | 0 | 5 | 4  | 19 | −15 | 2 |

| Hemma \ Borta   | Portugal | Rumänien | Tjeckoslovakien | Turkiet |
| Portugal        | —        | 2–1      | 0–0             | 5–1     |
| Rumänien        | 2–0      | —        | 1–0             | 3–0     |
| Tjeckoslovakien | 0–1      | 3–1      | —               | 3–1     |
| Turkiet         | 0–1      | 0–6      | 2–1             | —       |

Portugal vidare från grupp 4.

### UEFA grupp 5
| Nr | Lag           | S | V | O | F | GM | IM | MS  | P |
| -- | ------------- | - | - | - | - | -- | -- | --- | - |
| 1  | Schweiz       | 6 | 4 | 1 | 1 | 7  | 3  | +4  | 9 |
| 2  | Nordirland    | 6 | 3 | 2 | 1 | 9  | 5  | +4  | 8 |
| 3  | Nederländerna | 6 | 2 | 2 | 2 | 6  | 4  | +2  | 6 |
| 4  | Albanien      | 6 | 0 | 1 | 5 | 2  | 12 | −10 | 1 |

| Hemma \ Borta | Albanien | Nederländerna | Nordirland | Schweiz |
| Albanien      | —        | 0–2           | 1–1        | 0–2     |
| Nederländerna | 2–0      | —             | 0–0        | 0–0     |
| Nordirland    | 4–1      | 2–1           | —          | 1–0     |
| Schweiz       | 1–0      | 2–1           | 2–1        | —       |

Schweiz vidare från grupp 5.

### UEFA grupp 6
| Nr | Lag         | S | V | O | F | GM | IM | MS | P |
| -- | ----------- | - | - | - | - | -- | -- | -- | - |
| 1  | Ungern      | 4 | 3 | 1 | 0 | 8  | 3  | +5 | 7 |
| 2  | Östtyskland | 4 | 1 | 2 | 1 | 5  | 5  | 0  | 4 |
| 3  | Österrike   | 4 | 0 | 1 | 3 | 1  | 6  | −5 | 1 |

| Hemma \ Borta | Ungern | Österrike | Östtyskland |
| Ungern        | —      | 3–0       | 3–2         |
| Österrike     | 0–1    | —         | 1–1         |
| Östtyskland   | 1–1    | 1–0       | —           |

Ungern vidare från grupp 6.

### UEFA grupp 7
| Nr | Lag           | S | V | O | F | GM | IM | MS  | P  |
| -- | ------------- | - | - | - | - | -- | -- | --- | -- |
| 1  | Sovjetunionen | 6 | 5 | 0 | 1 | 19 | 6  | +13 | 10 |
| 2  | Wales         | 6 | 3 | 0 | 3 | 11 | 9  | +2  | 6  |
| 3  | Grekland      | 6 | 2 | 1 | 3 | 10 | 14 | −4  | 5  |
| 4  | Danmark       | 6 | 1 | 1 | 4 | 7  | 18 | −11 | 3  |

| Hemma \ Borta | Danmark | Grekland | Sovjetunionen | Wales |
| Danmark       | —       | 1–1      | 1–3           | 1–0   |
| Grekland      | 4–2     | —        | 1–4           | 2–0   |
| Sovjetunionen | 6–0     | 3–1      | —             | 2–1   |
| Wales         | 4–2     | 4–1      | 2–1           | —     |

Sovjetunionen vidare från grupp 7.

### UEFA grupp 8
| Nr | Lag       | S | V | O | F | GM | IM | MS  | P |
| -- | --------- | - | - | - | - | -- | -- | --- | - |
| 1  | Italien   | 6 | 4 | 1 | 1 | 17 | 3  | +14 | 9 |
| 2  | Skottland | 6 | 3 | 1 | 2 | 8  | 8  | 0   | 7 |
| 3  | Polen     | 6 | 2 | 2 | 2 | 11 | 10 | +1  | 6 |
| 4  | Finland   | 6 | 1 | 0 | 5 | 5  | 20 | −15 | 2 |

| Hemma \ Borta | Finland | Italien | Polen | Skottland |
| Finland       | —       | 0–2     | 2–0   | 1–2       |
| Italien       | 6–1     | —       | 6–1   | 3–0       |
| Polen         | 7–0     | 0–0     | —     | 1–1       |
| Skottland     | 3–1     | 1–0     | 1–2   | —         |

Italien vidare från grupp 8.

### UEFA grupp 9
| Nr | Lag     | S | V | O | F | GM | IM | MS | P |
| -- | ------- | - | - | - | - | -- | -- | -- | - |
| 1  | Spanien | 2 | 1 | 0 | 1 | 4  | 2  | +2 | 2 |
| 2  | Irland  | 2 | 1 | 0 | 1 | 2  | 4  | −2 | 2 |

| Hemma \ Borta | Irland | Spanien |
| Irland        | —      | 1–0     |
| Spanien       | 4–1    | —       |

Omspel:

 Spanien -  Irland 1–0
Syrien skulle deltaga i gruppen men drog sig ur. Spanien vidare från grupp 9 efter omspel.

## Sydamerika
9 lag spelade i kvalspelet i Sydamerika (Brasilien var kvalificerade som regerande mästare). De nio länderna delades in i tre grupper om tre lag i varje grupp där varje gruppsegrare kvalificerade sig för mästerskapet.

### CONMEBOL grupp 1
| Nr | Lag       | S | V | O | F | GM | IM | MS  | P |
| -- | --------- | - | - | - | - | -- | -- | --- | - |
| 1  | Uruguay   | 4 | 4 | 0 | 0 | 11 | 2  | +9  | 8 |
| 2  | Peru      | 4 | 2 | 0 | 2 | 8  | 6  | +2  | 4 |
| 3  | Venezuela | 4 | 0 | 0 | 4 | 4  | 15 | −11 | 0 |

| Hemma \ Borta | Peru | Uruguay | Venezuela |
| Peru          | —    | 0–1     | 1–0       |
| Uruguay       | 2–1  | —       | 5–0       |
| Venezuela     | 3–6  | 1–3     | —         |

Uruguay vidare från grupp 1.

### CONMEBOL grupp 2
| Nr | Lag      | S | V | O | F | GM | IM | MS | P |
| -- | -------- | - | - | - | - | -- | -- | -- | - |
| 1  | Chile    | 4 | 2 | 1 | 1 | 12 | 7  | +5 | 5 |
| 2  | Ecuador  | 4 | 2 | 1 | 1 | 6  | 5  | +1 | 5 |
| 3  | Colombia | 4 | 1 | 0 | 3 | 4  | 10 | −6 | 2 |

| Hemma \ Borta | Chile | Colombia | Ecuador |
| Chile         | —     | 7–2      | 3–1     |
| Colombia      | 2–0   | —        | 0–1     |
| Ecuador       | 2–2   | 2–0      | —       |

Omspel:

 Chile -  Ecuador 2–1
Chile vidare från grupp 2 efter omspel.

### CONMEBOL grupp 3
| Nr | Lag       | S | V | O | F | GM | IM | MS | P |
| -- | --------- | - | - | - | - | -- | -- | -- | - |
| 1  | Argentina | 4 | 3 | 1 | 0 | 9  | 2  | +7 | 7 |
| 2  | Paraguay  | 4 | 1 | 1 | 2 | 3  | 5  | −2 | 3 |
| 3  | Bolivia   | 4 | 1 | 0 | 3 | 4  | 9  | −5 | 2 |

| Hemma \ Borta | Argentina | Bolivia | Paraguay |
| Argentina     | —         | 4–1     | 3–0      |
| Bolivia       | 1–2       | —       | 2–1      |
| Paraguay      | 0–0       | 2–0     | —        |

Argentina vidare från grupp 3.

## Nord- och centralamerika samt Karibien
Det skulle spelas två omgångar:
- Första omgången: De nio deltagande lagen delades in i tre grupper om två eller tre lag. Vinnarna gick vidare till sista omgången. Vinnaren där gick vidare till huvudturneringen.

### CONCACAF första omgången

#### Grupp 1
| Nr | Lag      | S | V | O | F | GM | IM | MS | P |
| -- | -------- | - | - | - | - | -- | -- | -- | - |
| 1  | Mexiko   | 4 | 3 | 1 | 0 | 8  | 2  | +6 | 7 |
| 2  | USA      | 4 | 1 | 2 | 1 | 4  | 5  | −1 | 4 |
| 3  | Honduras | 4 | 0 | 1 | 3 | 1  | 6  | −5 | 1 |

| Hemma \ Borta | Honduras | Mexiko | USA |
| Honduras      | —        | 0–1    | 0–1 |
| Mexiko        | 3–0      | —      | 2–0 |
| USA           | 1–1      | 2–2    | —   |

USA:s "hemmamatch" mot Honduras (1-1) spelades i Honduras istället för i USA. Mexiko vidare till sista omgången.

#### Grupp 2
| Nr | Lag                     | S | V | O | F | GM | IM | MS | P |
| -- | ----------------------- | - | - | - | - | -- | -- | -- | - |
| 1  | Jamaica                 | 4 | 2 | 1 | 1 | 5  | 2  | +3 | 5 |
| 2  | Nederländska Antillerna | 4 | 1 | 2 | 1 | 2  | 3  | −1 | 4 |
| 3  | Kuba                    | 4 | 1 | 1 | 2 | 3  | 5  | −2 | 3 |

| Hemma \ Borta           | Jamaica | Kuba | Nederländska Antillerna |
| Jamaica                 | —       | 2–0  | 2–0                     |
| Kuba                    | 2–1     | —    | 0–1                     |
| Nederländska Antillerna | 0–0     | 1–1  | —                       |

Jamaica vidare till sista omgången.

#### Grupp 3
| Nr | Lag                 | S | V | O | F | GM | IM | MS | P |
| -- | ------------------- | - | - | - | - | -- | -- | -- | - |
| 1  | Costa Rica          | 4 | 4 | 0 | 0 | 9  | 1  | +8 | 8 |
| 2  | Nederländska Guyana | 4 | 1 | 0 | 3 | 8  | 9  | −1 | 2 |
| 3  | Trinidad och Tobago | 4 | 1 | 0 | 3 | 5  | 12 | −7 | 2 |

| Hemma \ Borta       | Costa Rica |     | Trinidad och Tobago |
| Costa Rica          | —          | 1–0 | 4–0                 |
| Nederländska Guyana | 1–3        | —   | 6–1                 |
| Trinidad och Tobago | 0–1        | 4–1 | —                   |

Costa Rica vidare till sista omgången.

### CONCACAF sista omgången
| Nr | Lag        | S | V | O | F | GM | IM | MS  | P |
| -- | ---------- | - | - | - | - | -- | -- | --- | - |
| 1  | Mexiko     | 4 | 3 | 1 | 0 | 12 | 2  | +10 | 7 |
| 2  | Costa Rica | 4 | 1 | 2 | 1 | 8  | 2  | +6  | 4 |
| 3  | Jamaica    | 4 | 0 | 1 | 3 | 3  | 19 | −16 | 1 |

| Hemma \ Borta |     |     |     |
| Costa Rica    | —   | 7–0 | 0–0 |
| Jamaica       | 1–1 | —   | 2–3 |
| Mexiko        | 1–0 | 8–0 | —   |

Mexiko vidare till VM.

## Afrika, Asien och Oceanien
Från Afrika (CAF), Asien (AFC) och Oceanien (OFC) skulle totalt 19 lag delta.
Lagen delades in i två grupper: en med lag från AFC/OFC och en med lag från CAF. I AFC/OFC-gruppen drog sig Sydkorea ur på grund av att platsen för gruppspelet ändrades från Japan till Kambodja. I CAF-gruppen blev Sydafrika uteslutet av Fifa på grund av deras apartheid-politik och resterande 15 lag drog sig ur som protest mot att Afrika inte var tilldelade en garanterad plats i VM-slutspelet.
Hela kvalspelet kom därmed att bestå av två möten mellan Nordkorea och Australien där Nordkorea segrade enkelt i båda mötena och därmed gick till VM-slutspelet.

### Format
Kvalet skulle spelas i två grundomgångar – lagen från CAF i en grupp och lagen från AFC/OFC i en annan – och en gemensam finalomgång. 
Första omgången
De 15 lagen från CAF skulle spela en första omgång i sex grupper med två eller tre lag i varje grupp, och där de sex segrarna avancerade till andra omgången. Lagen från AFC/OFC var direktkvalificerade till andra omgången.
Andra omgången
Den andra omgången skulle bestå av två separata grupper, en för lagen från CAF och den andre med de fyra direktkvalificerade lagen från AFC/OFC. De sex segrarna från CAF i första omgången skulle spela mot varandra i dubbelmöten där de tre vinnarna kvalificerade sig till finalomgången. De fyra direktkvalificerade lagen i AFC/OFC skulle spela ett gruppspel där vinnaren gick till finalomgången. 
Finalomgång
Vinnaren av den sista omgångens gruppspel var kvalificerade för VM.

### CAF Första omgången
Samtliga 15 lag som skulle delta drog sig ur i protest mot att de inte var garanterade en plats vid mästerskapet. Dessa lag var:
| - Ghana - Guinea - Kamerun - Sudan - Algeriet | - Liberia - Tunisien - Mali - Marocko - Senegal | - Etiopien - Gabon - Libyen - Nigeria - Egypten |

### CAF och AFC/OFC Andra omgången
CAF Grupp A
Grupp A skulle bestå av de sex gruppvinnarna från den första omgången. De skulle mötas i dubbelmöten där de tre segrarna gick vidare till finalomgången. Omgången spelades inte då alla lag i den första omgången drog sig ur.
AFC/OFC Grupp B
Grupp B skulle bestå av fyra lag men Sydafrika blev uteslutna av FIFA och Sydkorea drog sig ur. Gruppen bestod således enbart av Nordkorea och Australien.
| Nr | Lag        | S | V | O | F | GM | IM | MS | P |
| -- | ---------- | - | - | - | - | -- | -- | -- | - |
| 1  | Nordkorea  | 2 | 2 | 0 | 0 | 9  | 2  | +7 | 4 |
| 2  | Australien | 2 | 0 | 0 | 2 | 2  | 9  | −7 | 0 |

| Hemma \ Borta | Australien | Nordkorea |
| Australien    | —          | 1–3       |
| Nordkorea     | 6–1        | —         |

Nordkorea vidare till finalomgången.

### CAF och AFC/OFC Finalomgången
Finalomgången skulle spelas som ett gruppspel med segrande lag från den andra omgången, tre lag från CAF och ett lag från AFC/OFC. Eftersom lagen från CAF drog sig ur och enbart Nordkorea gick vidare till finalomgången blev Nordkorea klara för VM.

## Kvalificerade lag
Totalt kvalificerade sig 10 lag från UEFA (Europa, varav ett direktkvalificerat som värdnation), fyra lag från CONMEBOL (Sydamerika, varav ett direktkvalificerat som regerande mästare), ett lag från CONCACAF (Nord-/Centralamerika och Karibien) samt ett lag från den gemensamma kvalgruppen CAF (Afrika) / AFC (Asien) / OFC (Oceanien).
| - England (värdnation) - Brasilien (regerande mästare) - Bulgarien (UEFA grupp 1) - Västtyskland (UEFA grupp 2) | - Frankrike (UEFA grupp 3) - Portugal (UEFA grupp 4) - Schweiz (UEFA grupp 5) - Ungern (UEFA grupp 6) | - Sovjetunionen (UEFA grupp 7) - Italien (UEFA grupp 8) - Spanien (UEFA grupp 9) - Uruguay (CONMEBOL grupp 1) | - Chile (CONMEBOL grupp 2) - Argentina (CONMEBOL grupp 3) - Mexiko (CONCACAF) - Nordkorea (CAF, AFC och OFC) |